# Bellflower (Kalifornia)
Bellflower város az USA Kalifornia államában, Los Angeles megyében. Lakosainak száma 79 190 fő (2020. április 1.).

## Népesség
A település népességének változása:

| 2010 | 76 616 |
| 2020 | 79 190 |